# Solfara Gibellini
La solfara Gibellini o miniera Gibellini  è stata una miniera di zolfo sita tra la provincia di Caltanissetta a Montedoro e Racalmuto in provincia di Agrigento.
Appartenuta alla famiglia Tulumello, signori appunto del feudo di Gibellini, la solfatara era già attiva nel 1839, venendo quindi ceduta agli Alfano: quindi si prestò a molte gestioni, ed affidata in successione all'ingegnere modernizzatore Stefano Filiberto, ad una società del principe Leone Strozzi, nel 1916 al barone e politico Gaspare Giudice, o nel 1920 al boss mafioso Calogero Vizzini, annoverando 157 persone come forza lavoro di cui tredici carusi sulla fine dell'Ottocento.
Nel 1954 l'Ansaldo di Genova,costruì un innovativo Forno il forno Roma dal nome del suo progettista dell'Università di Bologna.
La solfatara chiuse i battenti definitivamente nel 1975.